# 合山究
合山 究（ごうやま きわむ、1942年4月11日 - ）は、日本の中国文学者、九州大学名誉教授。
大分県出身。九州大学中国文学科卒、同大学院中退、岐阜大学教育学部講師、九大教養部助教授、教授、九大比較社会文化研究院教授、2006年定年、名誉教授。
林語堂の翻訳、『論語』『紅楼夢』研究など幅広く中国文学を研究する。

## 著書
- 論語発掘 通釈への疑問と解明 明治書院 1975
- 幽夢影 明徳出版社 1977（中国古典新書）
- 酔古堂剣掃 明徳出版社 1978（中国古典新書）
- 論語 解釈の疑問と解明 明徳出版社 1980
- 故事成語 講談社現代新書 1991
- 雲烟の国 風土から見た中国文化論 東方書店 1993（東方選書）
- 〈紅楼夢〉新論　汲古書院 1997.3
- 明清時代の女性と文学　汲古書院　2006.2
- 『紅楼夢』性同一性障碍者のユートピア小説　汲古書院　2010

### 翻訳
- 蘇東坡 林語堂 明徳出版社 1978／講談社学術文庫（上下）1987、復刊2007
- 自由思想家・林語堂－エッセイと自伝　明徳出版社 1982
- 明代清言集 「中国の古典」講談社 1986
- 清代清言集 「中国の古典」講談社 1987